# Phragmatobia

Phragmatobia és un gènere de papallones nocturnes de la subfamília Arctiinae i la família Erebidae.

## Taxonomia
A Europa podem trobar tres espèciesː
- Phragmatobia fuliginosa (Linnaeus, 1758)
- Phragmatobia luctifera [Denis & Schiffermüller], 1775
- Phragmatobia placida (Frivaldszky, 1835)

## Galeria

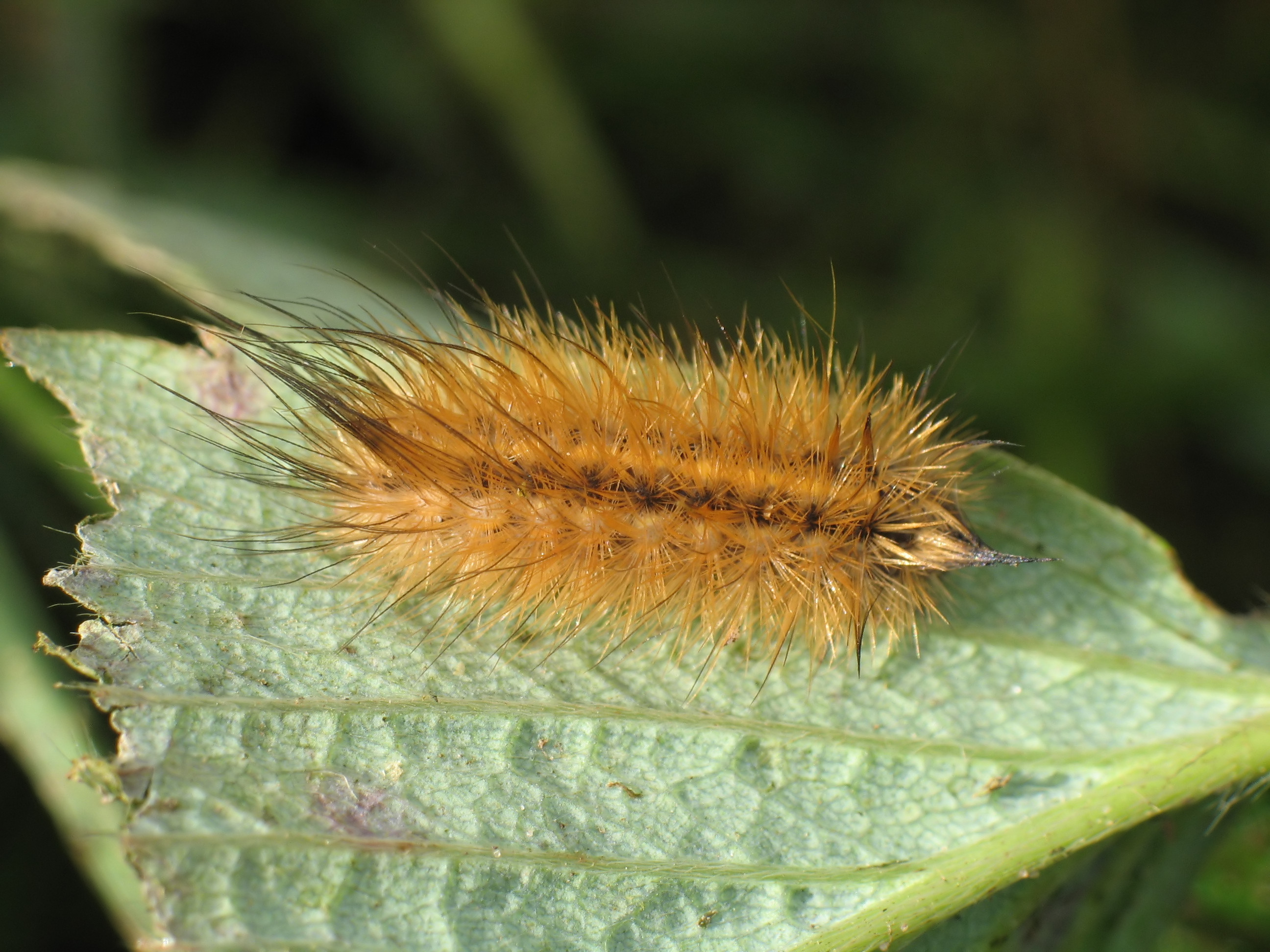
Phragmatobia fuliginosa larva
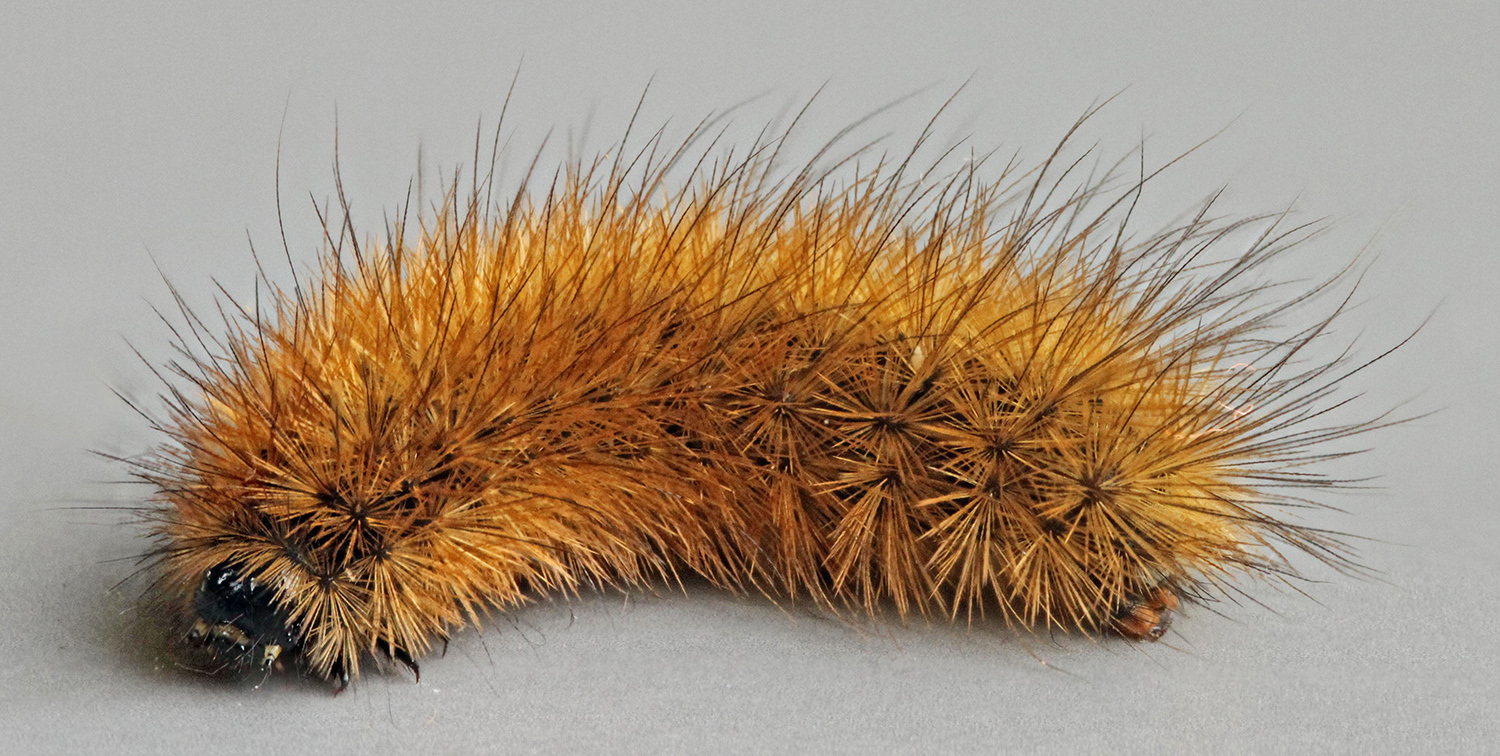
Phragmatobia fuliginosa larva
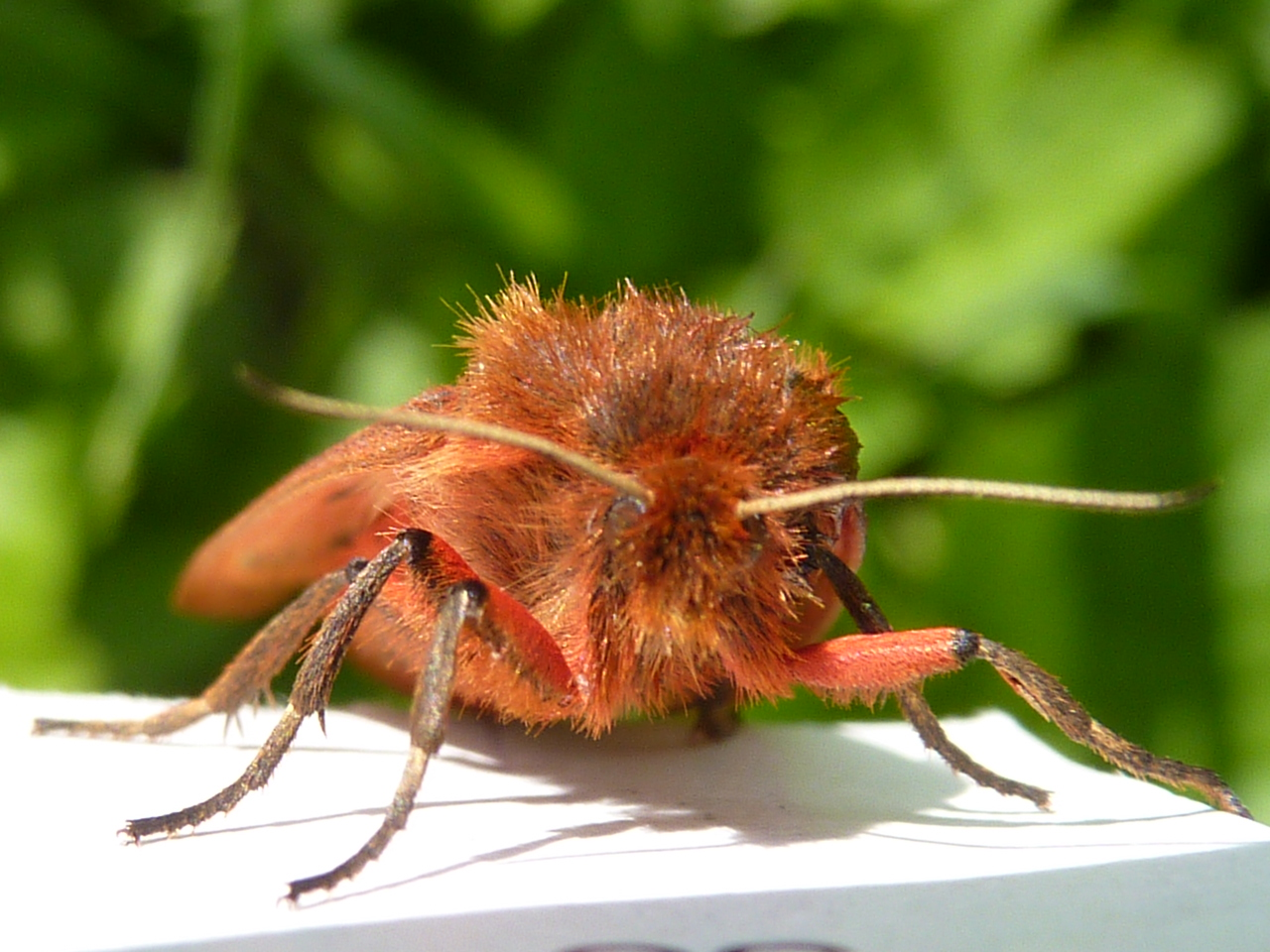
Phragmatobia fuliginosa
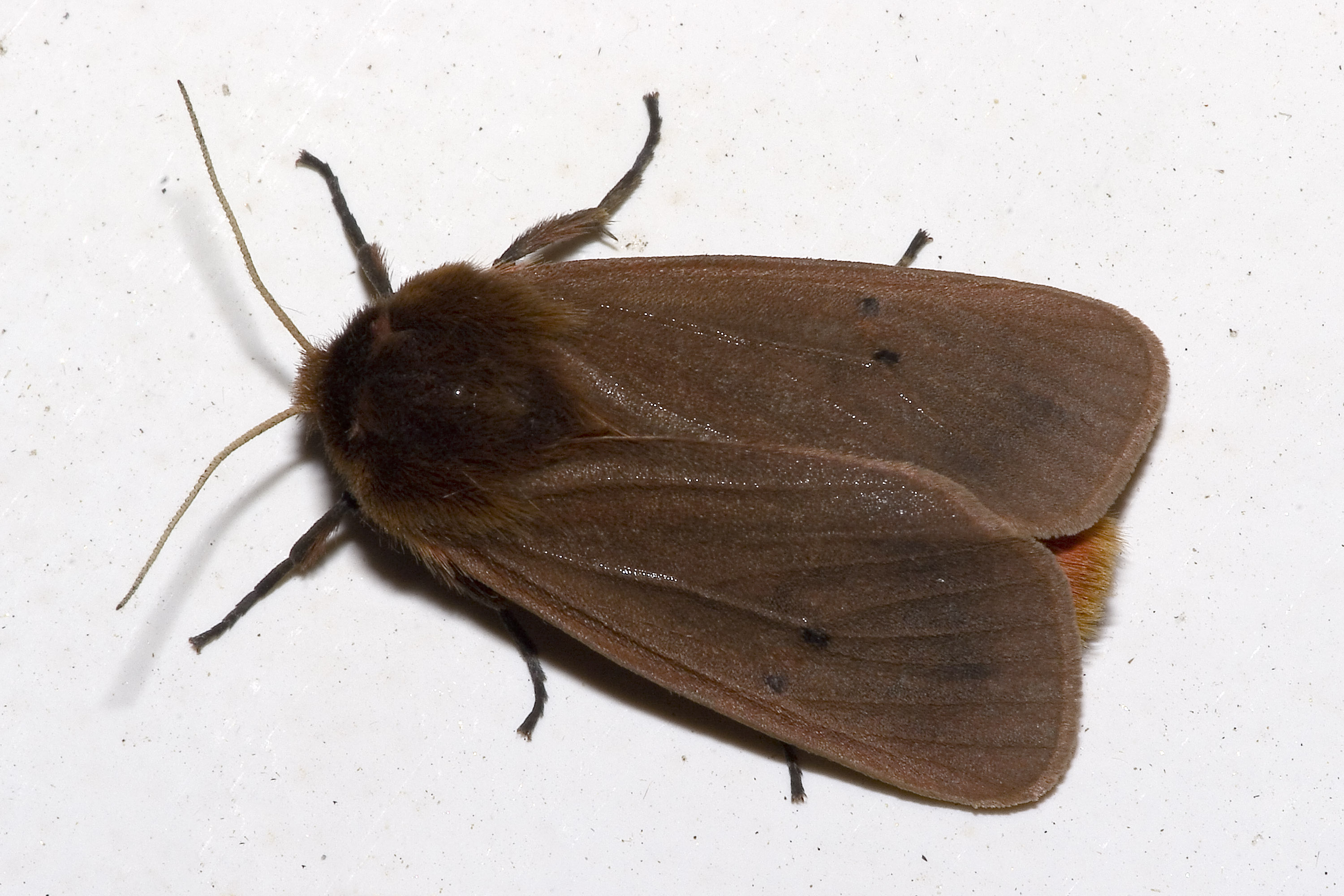
Phragmatobia fuliginosa
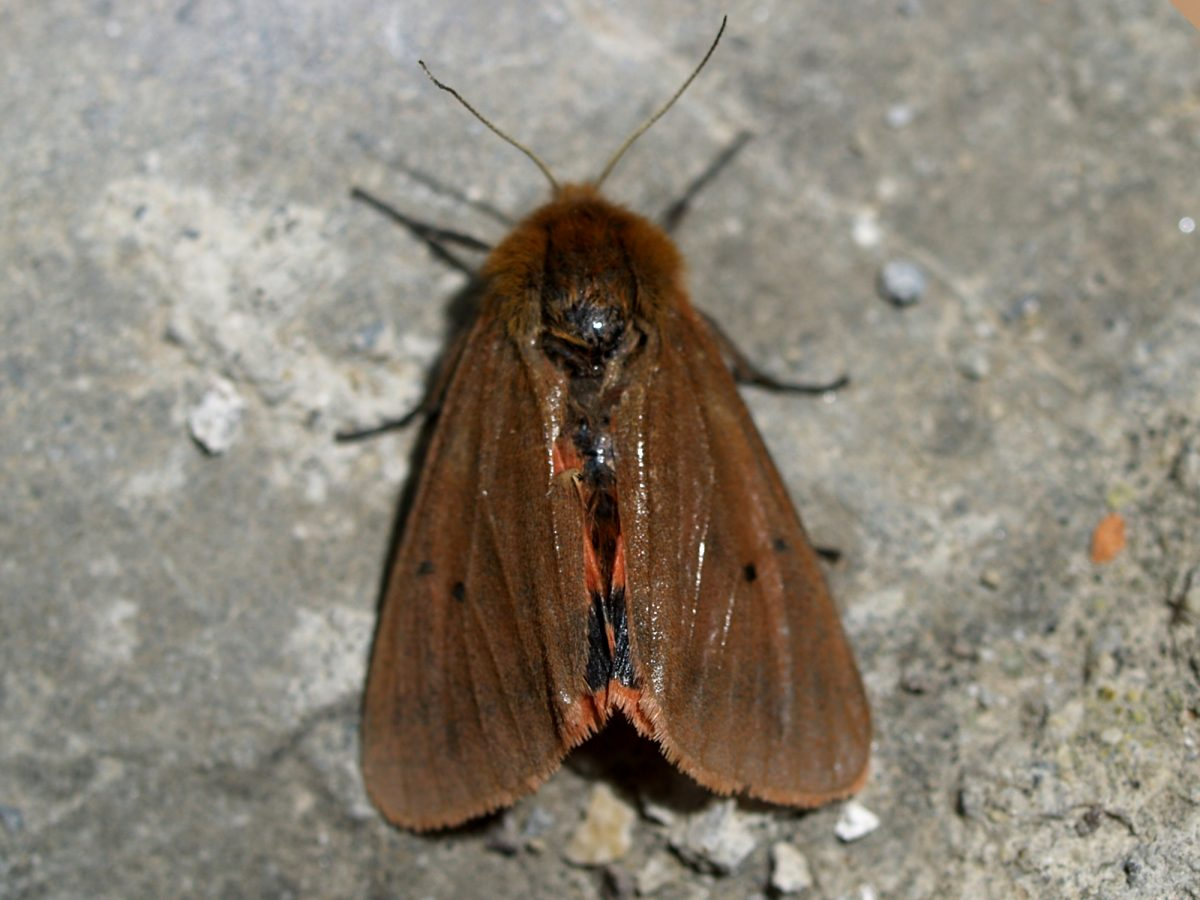
Phragmatobia fuliginosa